# Chuck Norris Facts

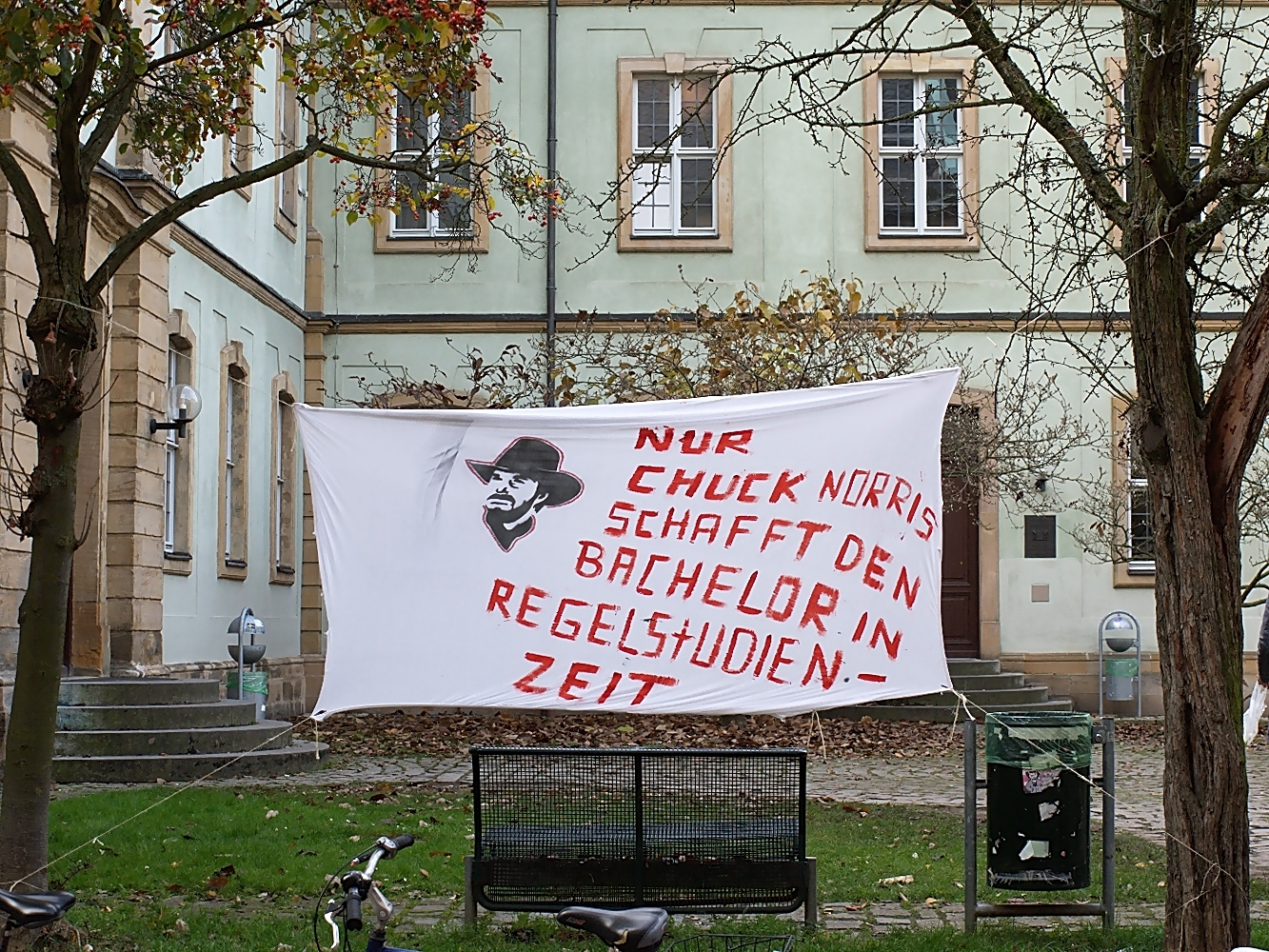
Banner koło budynku Uniwersytetu Ottona i Fryderyka w Bambergu z tekstem Tylko Chuck Norris potrafi uzyskać tytuł Bachelor’s degree w zaplanowanym czasie.

Chuck Norris Facts – zbiór żartów, wymyślonych przez społeczność internetową i niemających odzwierciedlenia w rzeczywistości, opisujących nadludzkie umiejętności oraz brutalność Chucka Norrisa.
W angielskojęzycznym internecie „fakty” krążą od 2005 roku. Początkowo ofiarą kpin był aktor Vin Diesel, jednak w głosowaniu internauci wytypowali Norrisa na nowego bohatera żartów.
W listopadzie 2007 roku ukazała się książka The Truth About Chuck Norris: 400 facts about the World’s Greatest Human (pol. Prawda o Chucku Norrisie: 400 faktów o najwspanialszym człowieku na świecie) Iana Spectora. Pod koniec grudnia 2007 roku Chuck Norris wytoczył w Nowym Jorku proces wydawnictwu za książkę. Według Norrisa, w książce znalazły się żarty rasistowskie, sprośne i ukazujące go jako zaangażowanego w nielegalne interesy, a pozwani mieli przywłaszczyć i wykorzystać jego nazwisko i wizerunek dla własnego zysku materialnego.
W 2009 roku Chuck Norris i pastor Todd DuBord napisali książkę The Official Chuck Norris Fact Book: 101 of Chuck’s Favorite Facts and Stories.

## Przykładowe żarty o Chucku Norrisie
- Gdy Chuck Norris robi pompki, to nie podnosi siebie. Chuck Norris popycha Ziemię.
- Chuck Norris kopnął w kalendarz z półobrotu.
- Wystarczy, że Chuck Norris spojrzy na równanie, a niewiadoma sama się znajduje.
- Chuck Norris doliczył do nieskończoności. Zaczął przy tym od minus nieskończoności.
- Tylko Chuck Norris potrafi wymienić film w aparacie cyfrowym.
- Tylko Chuck Norris potrafi zrozumieć kobiety.
- Tylko Chuck Norris potrafi trzasnąć obrotowymi drzwiami.
- Chuck Norris pije piwo prosto z cysterny. Później zgniata ją na czole.